# Manchester Trophy 2005
Il Manchester Trophy 2005 è stato un torneo di tennis facente parte della categoria ATP Challenger Series nell'ambito dell'ATP Challenger Series 2005. Il torneo si è giocato a Manchester in Gran Bretagna dall'11 al 17 luglio 2005 su campi in erba.

## Vincitori

### Singolare
Daniele Bracciali ha battuto in finale  Igor Zelenay con il punteggio di 6–4, 6–4

### Doppio
Mark Hilton /  Jonathan Marray hanno battuto in finale  James Auckland /  Daniel Kiernan con il punteggio di 6–3, 6–2